# Grand Prix Hiszpanii 2023
Grand Prix Hiszpanii 2023, oficjalnie Formula 1 AWS Gran Premio de España 2023 – siódma runda Mistrzostw Świata Formuły 1 w sezonie 2023. Grand Prix odbyło się w dniach 2–4 czerwca 2023 na torze Circuit de Barcelona-Catalunya w Montmeló. Wyścig, po starcie z pole position, wygrał Max Verstappen (Red Bull Racing), a na podium kolejno stanęli kierowcy Mercedesa – Lewis Hamilton i George Russell. Verstappen ustanowił również najszybsze okrążenie oraz prowadził przez cały wyścig, tym samym zdobywając trzeci w karierze Wielki Szlem.

## Lista startowa
| Nr          | Kierowca         | Zespół                                | Samochód                          | Silnik              | Opony |
| ----------- | ---------------- | ------------------------------------- | --------------------------------- | ------------------- | ----- |
| 1           | Max Verstappen   | Oracle Red Bull Racing                | Red Bull RB19                     | Honda RBPTH001      | P     |
| 2           | Logan Sargeant   | Williams Racing                       | Williams FW45                     | Mercedes-AMG F1 M14 | P     |
| 4           | Lando Norris     | McLaren F1 Team                       | McLaren MCL60                     | Mercedes-AMG F1 M14 | P     |
| 10          | Pierre Gasly     | BWT Alpine F1 Team                    | Alpine A523                       | Renault E-Tech RE23 | P     |
| 11          | Sergio Pérez     | Oracle Red Bull Racing                | Red Bull RB19                     | Honda RBPTH001      | P     |
| 14          | Fernando Alonso  | Aston Martin Aramco Cognizant F1 Team | Aston Martin AMR23                | Mercedes-AMG F1 M14 | P     |
| 16          | Charles Leclerc  | Scuderia Ferrari                      | Ferrari SF-23                     | Ferrari 066/10      | P     |
| 18          | Lance Stroll     | Aston Martin Aramco Cognizant F1 Team | Aston Martin AMR23                | Mercedes-AMG F1 M14 | P     |
| 20          | Kevin Magnussen  | MoneyGram Haas F1 Team                | Haas VF-23                        | Ferrari 066/10      | P     |
| 21          | Nyck de Vries    | Scuderia AlphaTauri                   | AlphaTauri AT04                   | Honda RBPTH001      | P     |
| 22          | Yūki Tsunoda     | Scuderia AlphaTauri                   | AlphaTauri AT04                   | Honda RBPTH001      | P     |
| 23          | Alexander Albon  | Williams Racing                       | Williams FW45                     | Mercedes-AMG F1 M14 | P     |
| 24          | Zhou Guanyu      | Alfa Romeo F1 Team Kick               | Alfa Romeo C43                    | Ferrari 066/10      | P     |
| 27          | Nico Hülkenberg  | MoneyGram Haas F1 Team                | Haas VF-23                        | Ferrari 066/10      | P     |
| 31          | Esteban Ocon     | BWT Alpine F1 Team                    | Alpine A523                       | Renault E-Tech RE23 | P     |
| 44          | Lewis Hamilton   | Mercedes-AMG Petronas F1 Team         | Mercedes-AMG F1 W14 E Performance | Mercedes-AMG F1 M14 | P     |
| 55          | Carlos Sainz Jr. | Scuderia Ferrari                      | Ferrari SF-23                     | Ferrari 066/10      | P     |
| 63          | George Russell   | Mercedes-AMG Petronas F1 Team         | Mercedes-AMG F1 W14 E Performance | Mercedes-AMG F1 M14 | P     |
| 77          | Valtteri Bottas  | Alfa Romeo F1 Team Kick               | Alfa Romeo C43                    | Ferrari 066/10      | P     |
| 81          | Oscar Piastri    | McLaren F1 Team                       | McLaren MCL60                     | Mercedes-AMG F1 M14 | P     |
| Źródło: FIA |                  |                                       |                                   |                     |       |

## Wyniki

### Zwycięzcy sesji treningowych
| Sesja       | Nr | Kierowca       | Konstruktor     | Czas     | Okr. |
| ----------- | -- | -------------- | --------------- | -------- | ---- |
| 1           | 1  | Max Verstappen | Red Bull Racing | 1:14,606 | 32   |
| 2           | 1  | Max Verstappen | Red Bull Racing | 1:13,907 | 34   |
| 3           | 1  | Max Verstappen | Red Bull Racing | 1:13,664 | 14   |
| Źródło: FIA |    |                |                 |          |      |

### Kwalifikacje
| P                    | Nr | Kierowca         | Konstruktor                  | Czasy w kwalifikacjach | Czasy w kwalifikacjach | Czasy w kwalifikacjach | Poz. s. |
| P                    | Nr | Kierowca         | Konstruktor                  | Q1                     | Q2                     | Q3                     | Poz. s. |
| -------------------- | -- | ---------------- | ---------------------------- | ---------------------- | ---------------------- | ---------------------- | ------- |
| 1                    | 1  | Max Verstappen   | Red Bull Racing-Honda RBPT   | 1:13,615               | 1:12,760               | 1:12,272               | 1       |
| 2                    | 55 | Carlos Sainz Jr. | Ferrari                      | 1:13,411               | 1:12,790               | 1:12,734               | 2       |
| 3                    | 4  | Lando Norris     | McLaren-Mercedes             | 1:13,295               | 1:12,776               | 1:12,792               | 3       |
| 4                    | 10 | Pierre Gasly     | Alpine-Renault               | 1:13,471               | 1:13,186               | 1:12,816               | 10      |
| 5                    | 44 | Lewis Hamilton   | Mercedes                     | 1:12,937               | 1:12,999               | 1:12,818               | 4       |
| 6                    | 18 | Lance Stroll     | Aston Martin Aramco-Mercedes | 1:13,766               | 1:13,082               | 1:12,994               | 5       |
| 7                    | 31 | Esteban Ocon     | Alpine-Renault               | 1:13,433               | 1:13,001               | 1:13,083               | 6       |
| 8                    | 27 | Nico Hülkenberg  | Haas-Ferrari                 | 1:13,420               | 1:13,283               | 1:13,229               | 7       |
| 9                    | 14 | Fernando Alonso  | Aston Martin Aramco-Mercedes | 1:13,747               | 1:13,098               | 1:13,507               | 8       |
| 10                   | 81 | Oscar Piastri    | McLaren-Mercedes             | 1:13,691               | 1:13,059               | 1:13,682               | 9       |
| 11                   | 11 | Sergio Pérez     | Red Bull Racing-Honda RBPT   | 1:13,874               | 1:13,334               |                        | 11      |
| 12                   | 63 | George Russell   | Mercedes                     | 1:13,326               | 1:13,447               |                        | 12      |
| 13                   | 24 | Zhou Guanyu      | Alfa Romeo-Ferrari           | 1:13,677               | 1:13,521               |                        | 13      |
| 14                   | 21 | Nyck de Vries    | AlphaTauri-Honda RBPT        | 1:13,581               | 1:14,083               |                        | 14      |
| 15                   | 22 | Yūki Tsunoda     | AlphaTauri-Honda RBPT        | 1:13,862               | 1:14,477               |                        | 15      |
| 16                   | 77 | Valtteri Bottas  | Alfa Romeo-Ferrari           | 1:13,977               |                        |                        | 16      |
| 17                   | 20 | Kevin Magnussen  | Haas-Ferrari                 | 1:14,042               |                        |                        | 17      |
| 18                   | 23 | Alexander Albon  | Williams-Mercedes            | 1:14,063               |                        |                        | 18      |
| 19                   | 16 | Charles Leclerc  | Ferrari                      | 1:14,079               |                        |                        | PL      |
| 20                   | 2  | Logan Sargeant   | Williams-Mercedes            | 1:14,699               |                        |                        | PL      |
| 107% czasu: 1:18,042 |    |                  |                              |                        |                        |                        |         |
| Źródło: FIA          |    |                  |                              |                        |                        |                        |         |

Uwagi
1. ↑  Pierre Gasly zakwalifikował się na czwartym miejscu, ale otrzymał dwie kary cofnięcia o 3 pozycje za zablokowanie Carlosa Sainza i Maxa Verstappena w pierwszej części kwalifikacji[7][8].
2. ↑  Charles Leclerc zakwalifikował się na dziewiętnastym miejscu, ale został otrzymał karę cofnięcia o 15 pozycji za wymianę elementów silnika ponad limit oraz został zobligowany do startu z alei serwisowej za zmianę ustawień zawieszenia w warunkach parc fermé[9][10].
3. ↑  Logan Sargeant zakwalifikował się na dwudziestym miejscu, ale został zobligowany do startu z alei serwisowej za zmianę ustawień zawieszenia w warunkach parc fermé[11].

### Wyścig
| P           | Nr | Kierowca         | Konstruktor                  | Okr. | Czas         | Start | +/−       | Punkty |
| ----------- | -- | ---------------- | ---------------------------- | ---- | ------------ | ----- | --------- | ------ |
| 1           | 1  | Max Verstappen   | Red Bull Racing-Honda RBPT   | 66   | 1:27:57,940  | 1     | Bez zmian | 25+1   |
| 2           | 44 | Lewis Hamilton   | Mercedes                     | 66   | +24,090      | 4     | 2         | 18     |
| 3           | 63 | George Russell   | Mercedes                     | 66   | +32,389      | 12    | 9         | 15     |
| 4           | 11 | Sergio Pérez     | Red Bull Racing-Honda RBPT   | 66   | +35,812      | 11    | 7         | 12     |
| 5           | 55 | Carlos Sainz Jr. | Ferrari                      | 66   | +45,698      | 2     | 3         | 10     |
| 6           | 18 | Lance Stroll     | Aston Martin Aramco-Mercedes | 66   | +1:03,320    | 5     | 1         | 8      |
| 7           | 14 | Fernando Alonso  | Aston Martin Aramco-Mercedes | 66   | +1:04,127    | 8     | 1         | 6      |
| 8           | 31 | Esteban Ocon     | Alpine-Renault               | 66   | +1:09,242    | 6     | 2         | 4      |
| 9           | 24 | Zhou Guanyu      | Alfa Romeo-Ferrari           | 66   | +1:11,878    | 13    | 4         | 2      |
| 10          | 10 | Pierre Gasly     | Alpine-Renault               | 66   | +1:13,530    | 10    | Bez zmian | 1      |
| 11          | 16 | Charles Leclerc  | Ferrari                      | 66   | +1:14,419    | PL    | 9         |        |
| 12          | 22 | Yūki Tsunoda     | AlphaTauri-Honda RBPT        | 66   | +1:15,416    | 15    | 3         |        |
| 13          | 81 | Oscar Piastri    | McLaren-Mercedes             | 65   | +1 okrążenie | 9     | 4         |        |
| 14          | 21 | Nyck de Vries    | AlphaTauri-Honda RBPT        | 65   | +1 okrążenie | 14    | Bez zmian |        |
| 15          | 27 | Nico Hülkenberg  | Haas-Ferrari                 | 65   | +1 okrążenie | 7     | 8         |        |
| 16          | 23 | Alexander Albon  | Williams-Mercedes            | 65   | +1 okrążenie | 18    | 2         |        |
| 17          | 4  | Lando Norris     | McLaren-Mercedes             | 65   | +1 okrążenie | 3     | 14        |        |
| 18          | 20 | Kevin Magnussen  | Haas-Ferrari                 | 65   | +1 okrążenie | 17    | 1         |        |
| 19          | 77 | Valtteri Bottas  | Alfa Romeo-Ferrari           | 65   | +1 okrążenie | 16    | 3         |        |
| 20          | 2  | Logan Sargeant   | Williams-Mercedes            | 65   | +1 okrążenie | PL    | 1         |        |
| Źródło: FIA |    |                  |                              |      |              |       |           |        |

Uwagi
1. ↑  Dodatkowy 1 punkt jest przyznawany kierowcy, który ustanowił najszybsze okrążenie w wyścigu, pod warunkiem, że ukończył wyścig w pierwszej 10.
2. ↑  Yūki Tsunoda ukończył wyścig na dziewiątym miejscu, ale otrzymał karę 5 sekund za wypchnięcie Zhou Guanyu z toru[14].

### Najszybsze okrążenie
| Nr          | Kierowca       | Konstruktor     | Czas     | Okr. |
| ----------- | -------------- | --------------- | -------- | ---- |
| 1           | Max Verstappen | Red Bull Racing | 1:16,330 | 61   |
| Źródło: FIA |                |                 |          |      |

### Prowadzenie w wyścigu
| Nr                              | Kierowca       | Konstruktor     | Okrążenia | Suma |
| ------------------------------- | -------------- | --------------- | --------- | ---- |
| 1                               | Max Verstappen | Red Bull Racing | 1–66      | 66   |
| \| Wykres \| \| ------ \| \| \| |                |                 |           |      |
| Źródło: FIA                     |                |                 |           |      |
| Wykres                          |                |                 |           |      |
|                                 |                |                 |           |      |

## Klasyfikacja po wyścigu

### Kierowcy
| P           | +/−       | Kierowca         | Zgł. | Punkty | P1 | P2 | P3 | PP | NO | NS | NU |
| ----------- | --------- | ---------------- | ---- | ------ | -- | -- | -- | -- | -- | -- | -- |
| 1           | Bez zmian | Max Verstappen   | 7    | 170    | 5  | 2  | –  | 4  | 3  | –  | –  |
| 2           | Bez zmian | Sergio Pérez     | 7    | 117    | 2  | 2  | –  | 2  | 1  | –  | –  |
| 3           | Bez zmian | Fernando Alonso  | 7    | 99     | –  | 1  | 4  | –  | –  | –  | –  |
| 4           | Bez zmian | Lewis Hamilton   | 7    | 87     | –  | 2  | –  | –  | 1  | –  | –  |
| 5           | Bez zmian | George Russell   | 7    | 65     | –  | –  | 1  | –  | 1  | 1  | 1  |
| 6           | Bez zmian | Carlos Sainz Jr. | 7    | 58     | –  | –  | –  | –  | –  | –  | –  |
| 7           | Bez zmian | Charles Leclerc  | 7    | 42     | –  | –  | 1  | 1  | –  | 2  | 2  |
| 8           | Bez zmian | Lance Stroll     | 7    | 35     | –  | –  | –  | –  | –  | 2  | 2  |
| 9           | Bez zmian | Esteban Ocon     | 7    | 25     | –  | –  | 1  | –  | –  | 1  | 2  |
| 10          | Bez zmian | Pierre Gasly     | 7    | 15     | –  | –  | –  | –  | –  | –  | 1  |
| 11          | Bez zmian | Lando Norris     | 7    | 12     | –  | –  | –  | –  | –  | –  | –  |
| 12          | Bez zmian | Nico Hülkenberg  | 7    | 6      | –  | –  | –  | –  | –  | –  | –  |
| 13          | Bez zmian | Oscar Piastri    | 7    | 5      | –  | –  | –  | –  | –  | 1  | 1  |
| 14          | Bez zmian | Valtteri Bottas  | 7    | 4      | –  | –  | –  | –  | –  | –  | –  |
| 15          | Bez zmian | Zhou Guanyu      | 7    | 4      | –  | –  | –  | –  | 1  | 1  | 1  |
| 16          | Bez zmian | Yūki Tsunoda     | 7    | 2      | –  | –  | –  | –  | –  | –  | –  |
| 17          | Bez zmian | Kevin Magnussen  | 7    | 2      | –  | –  | –  | –  | –  | –  | 2  |
| 18          | Bez zmian | Alexander Albon  | 7    | 1      | –  | –  | –  | –  | –  | 2  | 2  |
| 19          | Bez zmian | Nyck de Vries    | 7    | 0      | –  | –  | –  | –  | –  | 1  | 2  |
| 20          | Bez zmian | Logan Sargeant   | 7    | 0      | –  | –  | –  | –  | –  | –  | 1  |
| Źródło: FIA |           |                  |      |        |    |    |    |    |    |    |    |

### Konstruktorzy
| P           | +/−       | Konstruktor                  | Zgł. | Punkty | P1 | P2 | P3 | PP | NO | NS | NU |
| ----------- | --------- | ---------------------------- | ---- | ------ | -- | -- | -- | -- | -- | -- | -- |
| 1           | Bez zmian | Red Bull Racing-Honda RBPT   | 14   | 287    | 7  | 4  | –  | 6  | 4  | –  | –  |
| 2           | 1         | Mercedes                     | 14   | 152    | –  | 2  | 1  | –  | 2  | 1  | 1  |
| 3           | 1         | Aston Martin Aramco-Mercedes | 14   | 134    | –  | 1  | 4  | –  | –  | 2  | 2  |
| 4           | Bez zmian | Ferrari                      | 14   | 100    | –  | –  | 1  | 1  | –  | 2  | 2  |
| 5           | Bez zmian | Alpine-Renault               | 14   | 40     | –  | –  | 1  | –  | –  | 1  | 3  |
| 6           | Bez zmian | McLaren-Mercedes             | 14   | 17     | –  | –  | –  | –  | –  | 1  | 1  |
| 7           | Bez zmian | Haas-Ferrari                 | 14   | 8      | –  | –  | –  | –  | –  | –  | 2  |
| 8           | Bez zmian | Alfa Romeo-Ferrari           | 14   | 8      | –  | –  | –  | –  | 1  | 1  | 1  |
| 9           | Bez zmian | AlphaTauri-Honda RBPT        | 14   | 2      | –  | –  | –  | –  | –  | 1  | 2  |
| 10          | Bez zmian | Williams-Mercedes            | 14   | 1      | –  | –  | –  | –  | –  | 2  | 3  |
| Źródło: FIA |           |                              |      |        |    |    |    |    |    |    |    |